# Чердак Володимир Володимирович
Володимир Володимирович Чердак (народився 10 березня 1994 р. у Харкові) — український хокеїст, нападник.

## Кар'єра
- БХК «Ворони» (2009/2010)
- СКА-Сєрєбряні Льви (Санкт-Петербург) (2012—2013)
- «Молода Гвардія» (Донецьк) (2013—2014)
- «Юність-Мінськ» (2014)
- «Кременчук» (2014—2015)
- «Донбас» (2015—2017)
- «Динамо» (Харків) (2017—2018)
- «Донбас» (Донецьк) (2018)
- «Дніпро» (Херсон) (2019)
- «Динамо» (Харків) (2018—2019)
- «Дніпро» (Херсон) (2019)
- «Кременчук» (2019—2020)
- «Маріуполь» (2020-)

Виступав у командах, що брали участь у юніорських іграх російської МХЛ: сезон 2012/2013 у складі команди Сєрєбряні Льви Петербург, у сезоні 2013/2014 у кольорах Молодої Гвардії Донецьк, у сезоні 2014/2015 у кольорах МХК «Юність» Мінськ. У 2014 році перейшов у ХК Кременчук, у 2015 році — у Донбасі Донецьк (він грав там два сезони), у 2017 році — в харківському «Динамо», у 2017 року повернувся в Донбас, а незабаром після цього повернувся до Харкова. В обох сезонах він був капітаном «Динамо». Потім у 2019 році він ненадовго був у складі херсонської команди «Дніпро», потім із жовтня 2019 року знову в Кременчуці в сезоні 2019/2020. У 2020 році він перейшов до ХК Маріуполь та став капітаном цієї команди.
Він брав участь у U18 молодіжному чемпіонаті світу у 2011 (дивізіон II), 2012 (IB Division) та юнацький чемпіонат світу U20 2014 (IB Division). У кольорах дорослої команди брав участь у турнірі чемпіонату світу 2019 (дивізіон IB).

## Досягнення
Представник
- Підвищення до чемпіонату світу U18 до дивізіону I групи B: 2011

Клуб
- Срібна медаль чемпіонату України: 2015 рік із ХК Кременчуком
- Золота медаль чемпіонату України: 2016, 2017 із Донбасом Донецьк, 2020 із ХК Кременчук

Індивідуальні
- Чемпіонат України з хокею 2015:
  - Бомбардир четвертого регулярного сезону: 8 голів[6]
  - Друге місце в турнірній таблиці плей-офф: 6 передач[7]
  - Перше місце в плей-офф: 5 голів[8]
  - Перше місце за канадською класифікацію в плей-офф: 11 очок[8]
- Чемпіонат України з хокею (2015/2016):
  - Перше місце серед бомбардирів регулярного сезону: 55 голів[6]
  - Третє місце за канадською класифікацією в регулярному сезоні: 102 бали[9]
  - Четверте місце в плей-офф рейтингу бомбардирів: 3 голи[10]
- Українська хокейна ліга (2017/2018) :
  - Найкращий нападник місяця — жовтень 2017 року, січень 2018 року
  - Перше місце серед бомбардирів регулярного сезону: 44 голи[11]
  - Друге місце в рейтингу асистентів у регулярному сезоні: 49 передач[12]
  - Перше місце за канадською класифікацією в регулярному сезоні: 93 очки[13]

## Виноски
1. ↑  Архівована копія. Архів оригіналу за 22 квітня 2021. Процитовано 22 квітня 2021.{{cite web}}:  Обслуговування CS1: Сторінки з текстом «archived copy» як значення параметру title (посилання)
2. ↑  Архівована копія. Архів оригіналу за 22 квітня 2021. Процитовано 22 квітня 2021.{{cite web}}:  Обслуговування CS1: Сторінки з текстом «archived copy» як значення параметру title (посилання)
3. ↑  Архівована копія. Архів оригіналу за 22 квітня 2021. Процитовано 22 квітня 2021.{{cite web}}:  Обслуговування CS1: Сторінки з текстом «archived copy» як значення параметру title (посилання)
4. ↑  https://mariupolrada.gov.ua/news/hokejnij-klub-«mariupol»-viznachivsja-z-gravcjami
5. ↑  Архівована копія. Архів оригіналу за 22 квітня 2021. Процитовано 22 квітня 2021.{{cite web}}:  Обслуговування CS1: Сторінки з текстом «archived copy» як значення параметру title (посилання) [Архівовано 2021-04-22 у Wayback Machine.]
6. 1 2  https://www.eliteprospects.com/league/ukraine/stats/2015-2016?sort=g
7. ↑  Архівована копія. Архів оригіналу за 11 квітня 2021. Процитовано 22 квітня 2021.{{cite web}}:  Обслуговування CS1: Сторінки з текстом «archived copy» як значення параметру title (посилання)
8. 1 2  Архівована копія. Архів оригіналу за 11 квітня 2021. Процитовано 22 квітня 2021.{{cite web}}:  Обслуговування CS1: Сторінки з текстом «archived copy» як значення параметру title (посилання)
9. ↑  https://www.eliteprospects.com/league/ukraine/stats/2015-2016?sort=tp
10. ↑  https://www.eliteprospects.com/league/ukraine/stats/2015-2016/playoffs?sort=g
11. ↑  Архівована копія. Архів оригіналу за 19 жовтня 2017. Процитовано 22 квітня 2021.{{cite web}}:  Обслуговування CS1: Сторінки з текстом «archived copy» як значення параметру title (посилання)
12. ↑  Архівована копія. Архів оригіналу за 19 жовтня 2017. Процитовано 22 квітня 2021.{{cite web}}:  Обслуговування CS1: Сторінки з текстом «archived copy» як значення параметру title (посилання)
13. ↑  Архівована копія. Архів оригіналу за 8 травня 2019. Процитовано 22 квітня 2021.{{cite web}}:  Обслуговування CS1: Сторінки з текстом «archived copy» як значення параметру title (посилання)